# Продексім (футзальний клуб)
Продексім — футзальний клуб з міста Херсона, заснований у 2006 році. Багаторазовий чемпіон області та Херсона з футзалу. Срібний призер чемпіонату України серед аматорів і Кубка України серед 2010 року.
У сезоні 2014—2015 клуб дебютував у Першій футзальній лізі України, а з 2015 року виступає в Екстралізі, чемпіонство в якій здобував 4 роки поспіль.
Із сезону 2018—2019 виступає в європейській футзальній Лізі чемпіонів. Дебют у Єврокубках у сезоні 2017—2018 у Кубку УЄФА в матчі зі «Спортингом» (1:5).
Найбільша перемога в ЄК у грі попереднього раунду ЛЧ 2020—2021 із «Росаріо» (Північна Ірландія) — 28:1.
Найбільша поразка в сезоні 2017—2018 — 1:5 («Спортинг»)
Кращі бомбардири команди в ЄК: Петро Шотурма — 10, Роніньо — 9, Михайло Зварич — 9.
Припинив своє існування у 2022 році через збройний напад росії на Україну.

## Усі сезони
| Сезон       | Ліга        | Місце в регулярному чемпіонаті (підсумкове) | Ігри       | Перемоги   | Нічиї      | Поразки    | Різниця м'ячів | Очки       | Кубок      |
| Перша ліга  | Перша ліга  | Перша ліга                                  | Перша ліга | Перша ліга | Перша ліга | Перша ліга | Перша ліга     | Перша ліга | Перша ліга |
| ----------- | ----------- | ------------------------------------------- | ---------- | ---------- | ---------- | ---------- | -------------- | ---------- | ---------- |
| 2014-15     | Перша ліга  |                                             |            |            |            |            |                |            |            |
| Екстра-ліга |             |                                             |            |            |            |            |                |            |            |
| 2015-16     | Екстра-ліга | 3 з 9                                       | 16         | 10         | 1          | 5          | 46-35          | 31         | 1/8 фіналу |
| 2016-17     | Екстра-ліга | 2 (1) з 10                                  | 18         | 9          | 5          | 4          | 47-34          | 32         | 1/8 фіналу |
| 2017-18     | Екстра-ліга | 3 (1) з 9                                   | 16         | 9          | 2          | 5          | 44-32          | 29         | 1/4 фіналу |
| 2018-19     | Екстра-ліга | 3 (1) з 10                                  | 18         | 10         | 6          | 2          | 76-43          | 36         | Фіналіст   |
| 2019-20     | Екстра-ліга | 1 з 9                                       | 16         | 14         | 2          | 0          | 79-23          | 44         | 1/2 фіналу |
| 2020-21     | Екстра-ліга | 1 (2) з 10                                  | 18         | 15         | 1          | 2          | 91-37          | 46         | Володар    |

## Найкращі бомбардири команди в Екстралізі (2015—2022)
| №    | Імя                  | Роки виступів        | Голи |
| ---- | -------------------- | -------------------- | ---- |
| 1-2. | Михайло Зварич       | 2018-2022            | 54   |
| =    | Михайло Волянюк      | 2015-2017, 2018-2021 | 54   |
| 3.   | Микола Білоцерківець | 2018-2022            | 51   |
| 4.   | Максим Бессалов      | 2015-2022            | 43   |
| 5.   | Євген Ланко          | 2015-2020            | 42   |
| 6.   | Петро Шотурма        | 2018-2022            | 38   |
| 7-8. | Віталій Скорий       | 2015-2021            | 36   |
| =    | Клаудіньо            | 2018-2019, 2020-2022 | 36   |
| 9.   | Ігор Корсун          | 2018-2022            | 31   |
| 10.  | Роніньо              | 2017-2021            | 25   |

## Досягнення

### Україна

#### Чемпіонат
- Екстра-ліга:
- Чемпіон (4): 2016–2017, 2017–2018, 2018–2019, 2019–2020.
- Срібний призер (1): 2020—2021.
- Бронзовий призер (1): 2015–2016.
- Перша ліга:
- Срібний призер (1): 2010—2011.

#### Кубок
- Володар (1): 2020–2021.
- Фіналіст (1): 2018–2019.

#### Кубок ліги
- Фіналіст (1): 2018.

## Усі легіонери в історії клубу
| - Тьягу - Роніньо - Фумаса - Мадсон - Рафінья - Клаудіньо | - Даніель - Річард Давід - Даніел Роса - Андреу - Евертон |